# Live at Angel Orenzas, NY
Live at Angel Orenzas è un album bootleg dal vivo di John Frusciante mai pubblicato ufficialmente.
Il materiale è reperibile in rete e sono presenti alcuni video sul portale YouTube. Le registrazioni amatoriali presenti sul web sono state effettuate da spettatori presenti al concerto.
Il concerto fa parte del tour intrapreso da John Frusciante nel 2001 a supporto del disco, uscito poco tempo prima, To Record Only Water for Ten Days.
Oltre ai brani da quel disco sono presenti anche brani provenienti dai dischi Niandra LaDes and Usually Just a T-Shirt, Smile from the Streets You Hold, From the Sounds Inside (album che verrà pubblicato qualche mese dopo solo su internet), Shadows Collide with People (all'epoca non ancora pubblicato) e numerose cover.

## Formazione
La registrazione vede protagonista John Frusciante con una chitarra acustica, una Martin 0-15, una delle chitarre più impiegate, anche con i Red Hot Chili Peppers, dal compositore.

## Tracce
1. Been Insane
2. So Would've I
3. Hello, Hello, I'm Back Again (cover di Gary Glitter)
4. Going Inside
5. I Will Always Be Beat Down
6. Untitled #11
7. Fallout
8. Beginning Again
9. Your Pussy's Glued To A Building On Fire
10. Representing
11. Happy Birthday To You (cover di Mildred J. Hill & Patty Hill)
12. Modern Love (cover di David Bowie)
13. Jugband Blues (cover dei Pink Floyd)
14. Cut Out
15. Untitled #12
16. My Smile Is A Rifle
17. In Relief
18. With No One
19. New Dawn Fades (cover dei Joy Division)
20. Wind Up Space
21. Enter A Uh
22. Freedom (cover di Richie Havens)
23. Perfect Day (cover di Lou Reed)
24. Runaway (cover di Del Shannon)
25. Mascara
26. Saturation
27. Someone's
28. Secret Side (cover di Nico)
29. Ten To Butter Blood Voodoo
30. The First Season
31. Ricky
32. Rock 'n' Roll Suicide (cover di David Bowie)